# Xestia dilatata
Xestia dilatata är en fjärilsart som beskrevs av Butler 1879. Xestia dilatata ingår i släktet Xestia och familjen nattflyn. Inga underarter finns listade i Catalogue of Life.